# Christian Brockmann

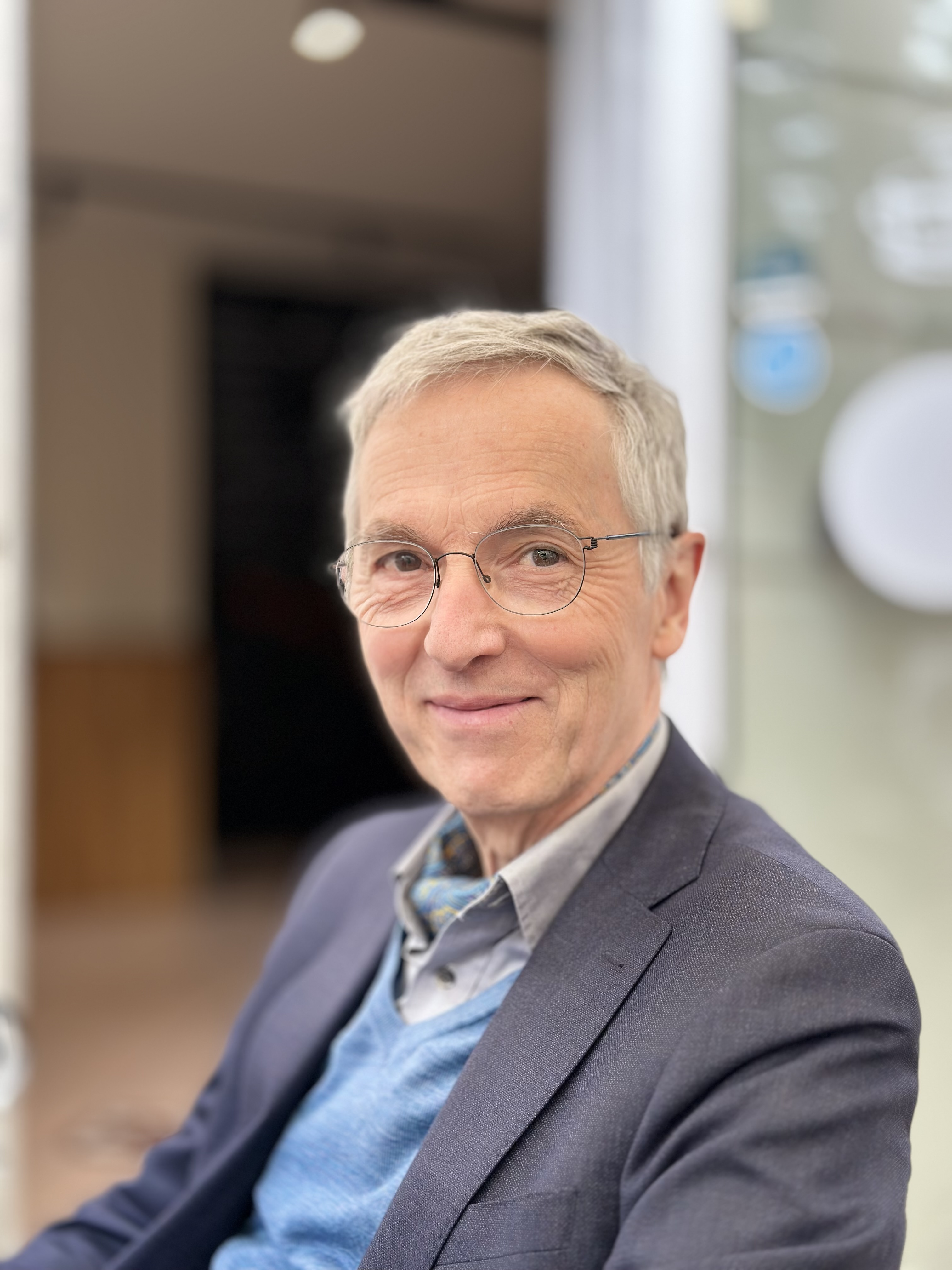
Christian Brockmann

Christian Brockmann (* 25. Mai 1960 in Bremen) ist ein deutscher Altphilologe und Medizinhistoriker.

## Leben
Brockmann begann sein Studium der Fächer Latein und Philosophie 1978 an der Christian-Albrechts-Universität zu Kiel. 1979 wechselte er an die Universität Göttingen und nahm Griechisch als drittes Studienfach auf; 1982 wechselte er an die Freie Universität Berlin, wo er 1986 das Erste Staatsexamen ablegte. Von 1986 bis 1991 arbeitete er als Wissenschaftlicher Assistent am Seminar für Mittellateinische Philologie der Freien Universität Berlin und betrieb seine Promotion (von 1986 bis 1988 als Stipendiat der Universität), die er 1990 erreichte. Seine Dissertation Die handschriftliche Überlieferung von Platons Symposion wurde 1991 mit dem Ernst-Reuter-Preis ausgezeichnet und erschien 1992.
Nach seiner Promotion arbeitete Brockmann bis 1997 als Wissenschaftlicher Assistent am Seminar für Klassische Philologie und im Aristoteles-Archiv der Freien Universität Berlin. 1997 erhielt er ein Habilitationsstipendium der Deutschen Forschungsgemeinschaft (bis 2001). Nach Vertretungssemestern an der Rice University (2000) und an der Universität Hamburg habilitierte sich Brockmann 2002 mit der Schrift Aristophanes und die Freiheit der Komödie an der Freien Universität Berlin und wurde Wissenschaftlicher Mitarbeiter am Corpus Medicorum Graecorum/Latinorum der Berlin-Brandenburgischen Akademie der Wissenschaften. Von 2005 bis 2007 war er Arbeitsstellenleiter des Unternehmens. Zum Dezember 2007 nahm er einen Ruf auf den Lehrstuhl für Gräzistik an der Universität Hamburg an.
2021 wurde Brockmann in die Akademie der Wissenschaften in Hamburg gewählt.

## Publikationen

### Monographien (Auswahl)
- Die handschriftliche Überlieferung von Platons Symposion (= Serta Graeca. Band 2). Reichert, Wiesbaden 1992, ISBN 3-88226-554-X.
- Aristophanes und die Freiheit der Komödie. Untersuchungen zu den frühen Stücken unter besonderer Berücksichtigung der „Acharner“ (= Beiträge zur Altertumskunde. Band 180). Saur, München 2003, ISBN 3-598-77729-9.

### Aufsätze (Auswahl)
- Zur Überlieferung der aristotelischen Magna Moralia. In: F. Berger, Chr. Brockmann u. a. (Hrsg.): Symbolae Berolinenses. Hakkert, Amsterdam 1993, ISBN 978-90-256-1047-0, S. 43–80.
- Die hippokratischen Schriften „De fracturis“ und „De articulis“ im kulturellen Kontext des 5. Jahrhunderts. In: Véronique Boudon-Millot, A. Guardasole, C. Magdelaine (Hrsg.): La science médicale antique: nouveaux regards. Publié en l'honneur de Jacques Jouanna. Beauchesne. Paris 2008, ISBN 978-27-010-1514-9, S. 119–137.
- Medizin und Körperdarstellung, Zur Wiederentdeckung der antiken Chirurgie in der Renaissance. In: D. Gall, A. Wolkenhauer (Hrsg.): Laokoon in Literatur und Kunst (= Beiträge zur Altertumskunde. Band 254). De Gruyter, Berlin 2009, ISBN 978-3-11-173832-1, S. 146–159.
- Gesundheitsforschung bei Galen. In: Chr. Brockmann, C. W. Brunschön, O. Overwien (Hrsg.): Antike Medizin im Schnittpunkt von Geistes- und Naturwissenschaften (= Beiträge zur Altertumskunde. Band 255). De Gruyter, Berlin 2009, ISBN 978-3-11-020121-5, S. 141–154.
- „Groß war der Name Galens“ – Momente der Selbstdarstellung eines Arztes in seinen wissenschaftlichen Werken. In: Medizinhistorisches Journal. Band 44, 2009, ISSN 0025-8431, S. 109–129.
- Manuskriptanalyse und Edition II. Weitere Beispiele aus Galens Kommentar zu Hippokrates „De articulis“. In: L. Perilli, Chr. Brockmann u. a. (Hrsg.): Officina Hippocratica. Beiträge zu Ehren von A. Anastassiou und D. Irmer (= Beiträge zur Altertumskunde. Band 289). De Gruyter, Berlin 2011, ISBN 978-3-11-173200-8, S. 329–343.

### Herausgeberschaften (Auswahl)
- zusammen mit F. Berger u. a.: Symbolae Berolinenses für Dieter Harlfinger. Hakkert, Amsterdam 1993, ISBN 978-9-025-61047-0.
- zusammen mit C. W. Müller, C. W. Brunschön: Ärzte und ihre Interpreten. Medizinische Fachtexte der Antike als Forschungsgegenstand der Klassischen Philologie (= Beiträge zur Altertumskunde. Band 238). Saur, München 2006, ISBN 978-3-598-77850-6.
- zusammen mit C. W. Brunschön, O. Overwien: Antike Medizin im Schnittpunkt von Geistes- und Naturwissenschaften. Internationale Fachtagung aus Anlass des 100-jährigen Bestehens des Akademievorhabens „Corpus Medicorum Graecorum/Latinorum“ (= Beiträge zur Altertumskunde. Band 255). De Gruyter, Berlin 2009, ISBN 978-3-11-020121-5.
- zusammen mit L. Perilli, K.-D. Fischer, A. Roselli: Officina Hippocrata. Beiträge zu Ehren von A. Anastassiou und D. Irmer (= Beiträge zur Altertumskunde. Band 289). De Gruyter, Berlin 2011, ISBN 978-3-11-022124-4.
- zusammen mit K. Alpers, D. Harlfinger: Von Homer und Aristoteles bis zum Neuplatonismus: griechische Handschriften in norddeutschen Sammlungen; Katalog zur Ausstellung in der Staats- und Universitätsbibliothek Hamburg Carl von Ossietzky, 24. September – 1. Dezember 2013 anlässlich des VIII. Internationalen Kolloquiums zur Griechischen Paläographie, Universität Hamburg, 22. – 28. September 2013. Institut für Griechische und Lateinische Philologie, Universität Hamburg 2013, ISBN 978-3-00-043358-0.
- Handschriften- und Textforschung heute: zur Überlieferung der griechischen Literatur. Festschrift für Dieter Harlfinger aus Anlass seines 70. Geburtstages. Reichert, Wiesbaden 2014, ISBN 978-3-95490-050-3.